# Fransérgio
Fransérgio Rodrigues Barbosa (ur. 18 października 1990 w Rondonópolis) – brazylijski piłkarz występujący na pozycji pomocnika we francuskim klubie Bordeaux. Wychowanek Paraná Clube, w trakcie swojej kariery grał także w takich zespołach, jak Athletico Paranaense, Internacional, Criciúma, Ceará, Guaratinguetá, Marítimo oraz Braga.